# Lode Campo
Lode Petrus Alfons baron Campo (Antwerpen, 26 december 1926 - Leuven, 29 juli 2009) was een Belgisch bedrijfsleider.

## Levensloop
Lode Campo was licentiaat in de handels- en consulaire wetenschappen aan de Universitaire Faculteiten Sint-Ignatius Antwerpen en was vanaf 1951 bij de Nederlandse kledingketen C&A in België aan de slag. Van 1962 tot 1986 stond hij aan het hoofd hiervan. Hij was een voorvechter van de Vlaamse zaak in Brussel. In 1968 richtte hij mee het Jan-van-Ruusbroeckollege in Laken op en was in 1988 medeoprichter en jarenlang eerste voorzitter van De Warande, die de Vlaamse aanwezigheid in Brussel kracht wil bijzetten. Campo was ook betrokken bij de redding van de krant De Standaard en de oprichting van de Vlaamse Uitgeversmaatschappij in 1976. Hij was lid van het directiecomité en bestuurder van de krantengroep.
Hij was bestuurder van het Vlaams Economisch Verbond en voorzitter van de Brusselse afdeling en bekleedde bestuursmandaten in de academische wereld. Hij was bestuurder van de Katholieke Universiteit Leuven (1984-2000), de Economische Hogeschool Sint-Aloysius en de Katholieke Universiteit Brussel en lid van de Hoge Raad van de Universitaire Faculteiten Sint-Ignatius Antwerpen. Ook was hij bestuurder van het Festival van Vlaanderen afdeling Brussel-Leuven.

## Onderscheidingen
- 1984 - Orde van de Vlaamse Leeuw
- 1991 - Prijs van de Vlaamse Gemeenschap
- 1992 - André Demedtsprijs van de Marnixring[2]
- 1993 - tot baron verheven door koning Boudewijn. Zijn devies was: Eigen Haard is Goud Waard
- 2005 - eredoctoraat van de Katholieke Universiteit Brussel[3]